# Концерты
«Концерты» (ранее «Игра» и «Лучшие») — российское юмористическое телешоу производства Comedy Club Production, выходившее на ТНТ. С 26 сентября по 31 октября 2021 года транслировалось под названием «Игра». В ноябре 2021 года съёмки были прекращены, а отснятые выпуски отозваны из эфирной сетки. С 1 октября 2022 года съёмки были возобновлены в изменённом формате. Новые выпуски выходили с 30 октября 2022 по 25 июня 2023 года, но уже под названием «Концерты». 26 марта 2023 года состоялась премьера второго (и последнего) сезона обновлённого шоу. В октябре 2023 начались технические вечеринки очередного перезапуска проекта под рабочим названием «Звёзды». В конце января 2024 года телеканал НТВ подтвердил готовившееся шоу «Звёзды», производством которого занимался продакшн Medium Quality создателя «Игры» Вячеслава Дусмухаметова в сотрудничестве с «VK Видео».

## Игра
12 юмористических коллективов сражались за приз 30 млн руб. 6 «опытных» и 6 «молодых» команд сражались друг с другом за баллы от жюри. В первом выпуске (фестивале) каждая команда знакомила зрителей с собой и своим концептом. По итогам каждый член жюри отдал один балл одной команде, дающий небольшое преимущество в начале сезона. В каждом следующем выпуске разыгрывались три дуэли, в каждой из которых одна «опытная» и одна «молодая» команда показывали по одному выступлению. По результатам каждой дуэли команды получили баллы в свой актив. По итогам сезона две лучшие из «опытных» и 2 лучшие из «молодых» команд вышли в финал, где и разыграли главный приз сезона.

## Участвовавшие команды

### Новая школа («молодые»)
| Команды           | Участники                          | Команды КВН / Коллективы ТНТ                 |
| ----------------- | ---------------------------------- | -------------------------------------------- |
| Ансамбль «Плюшки» | Андрей Бабич                       | «Плюшки имени Ярослава Гашека», Тверь        |
| Ансамбль «Плюшки» | Илья Беляков                       | «Плюшки имени Ярослава Гашека», Тверь        |
| Ансамбль «Плюшки» | Иван Васенёв                       | «Плюшки имени Ярослава Гашека», Тверь        |
| Ансамбль «Плюшки» | Богдан Лисевский                   | «Плюшки имени Ярослава Гашека», Тверь        |
| Ансамбль «Плюшки» | Анастасия Сергеева                 | «Плюшки имени Ярослава Гашека», Тверь        |
| Астана            | Данияр Джумадилов                  | «Спарта», Астана                             |
| Астана            | Бауыржан Омаров                    | «Спарта», Астана                             |
| Астана            | Еркебулан Мырзабек                 | «Спарта», Астана                             |
| Астана            | Олжас Рымбаев                      | «Спарта», Астана                             |
| Астана            | Гульнара Сильбаева                 | «Спарта», Астана                             |
| Астана            | Арнат Утепбергенов                 | «Сборная Коргалжино», Астана                 |
| Женская сборная   | Николай Архипенко                  | «БАК — Соучастники», Брюховецкая / Армавир   |
| Женская сборная   | Юлия Архипенко                     | «Будем дружить семьями», Москва              |
| Женская сборная   | Анна Бородина (в «Игре»)           | «Будем дружить семьями», Москва              |
| Женская сборная   | Анастасия Смирнова                 | «Будем дружить семьями», Москва              |
| Женская сборная   | Екатерина Вяликова                 | «Станция Динамо», Москва                     |
| Женская сборная   | Анастасия Резник                   | «Станция Динамо», Москва                     |
| Женская сборная   | Вера Гасаранова                    | «Раисы», Иркутск                             |
| Женская сборная   | Дмитрий Журавлёв                   | «Приказ 390», Воронеж / Москва               |
| Женская сборная   | Олеся Иванченко                    | «Планета Сочи», Сочи                         |
| Женская сборная   | Варвара Щербакова                  | Женская сборная Хабаровского края, Хабаровск |
| Женская сборная   | Анастасия Сергеева (в «Концертах») | «Плюшки имени Ярослава Гашека», Тверь        |
| Женская сборная   | Елизавета Ющук (в «Концертах»)     | «Наполеон Динамит», Челябинск / Тюмень       |
| Наполеоны         | Дмитрий Орлов                      | «Наполеон Динамит», Челябинск / Тюмень       |
| Наполеоны         | Артём Смирнов                      | «Наполеон Динамит», Челябинск / Тюмень       |
| Наполеоны         | Евгений Хохлов                     | «Наполеон Динамит», Челябинск / Тюмень       |
| Наполеоны         | Александр «Бурдашев» Шабанов       | «Наполеон Динамит», Челябинск / Тюмень       |
| Наполеоны         | Вячеслав Шмидт                     | «Наполеон Динамит», Челябинск / Тюмень       |
| Наполеоны         | Александр Шутов                    | «Наполеон Динамит», Челябинск / Тюмень       |
| Наполеоны         | Елизавета Ющук                     | «Наполеон Динамит», Челябинск / Тюмень       |
| Объединение Юг    | Андрей Авраменко                   | «Мы», Краснодар                              |
| Объединение Юг    | Никита Андриенко                   | «Мы», Краснодар                              |
| Объединение Юг    | Вячеслав Гридин                    | «19:30», Ростов-на-Дону                      |
| Объединение Юг    | Даниил Сологуб                     | «19:30», Ростов-на-Дону                      |
| Объединение Юг    | Кирилл Чотулидис                   | «19:30», Ростов-на-Дону                      |
| Объединение Юг    | Борис Китайник                     | «А-Я», ст. Динская, Краснодарский край       |
| Объединение Юг    | Сергей Суетов                      | «А-Я», ст. Динская, Краснодарский край       |
| Объединение Юг    | Валентин Сидоров                   | «Планета Сочи», Сочи                         |
| Объединение Юг    | Данил Блинов                       | —                                            |
| Объединение Юг    | Артём Волевачёв                    | —                                            |
| Объединение Юг    | Денис Спис                         | —                                            |
| Lena Kuka         | Эмир Кашоков                       | «Иван да Мага», Ставрополь                   |
| Lena Kuka         | Тамби Масаев                       | «Иван да Мага», Ставрополь                   |
| Lena Kuka         | Рустам «Рептилоид» Саидахмедов     | «Иван да Мага», Ставрополь                   |
| Lena Kuka         | Илья Макаров                       | «БВ», Воронеж                                |

### Олд Скул («опытные»)
| Команды             | Участники                  | Команды КВН / Коллективы ТНТ                    |
| ------------------- | -------------------------- | ----------------------------------------------- |
| Камызяки            | Карина Аветисян (Осмонова) | «Плохая компания», Красноярск                   |
| Камызяки            | Данил Альсеитов            | Сборная Камызякского края, Астрахань / Камызяк  |
| Камызяки            | Денис Дорохов              | Сборная Камызякского края, Астрахань / Камызяк  |
| Камызяки            | Роман Кулясов              | Сборная Камызякского края, Астрахань / Камызяк  |
| Камызяки            | Фуад Курбанов              | Сборная Камызякского края, Астрахань / Камызяк  |
| Камызяки            | Азамат Мусагалиев          | Сборная Камызякского края, Астрахань / Камызяк  |
| Камызяки            | Ренат Мухамбаев            | Сборная Камызякского края, Астрахань / Камызяк  |
| Камызяки            | Александр Панекин          | Сборная Камызякского края, Астрахань / Камызяк  |
| Наша команда        | Иван Абрамов               | «Парапапарам», Москва                           |
| Наша команда        | Филипп Воронин             | «Детективное Агентство „Лунный Свет“», Белгород |
| Наша команда        | Расул Чабдаров             | —                                               |
| Наша команда        | Алексей Щербаков           | —                                               |
| Сборная Красноярска | Арсен Аветисян             | «Плохая компания», Красноярск                   |
| Сборная Красноярска | Ярослав Дудин              | «Плохая компания», Красноярск                   |
| Сборная Красноярска | Валерий Равдин             | «Плохая компания», Красноярск                   |
| Сборная Красноярска | Михаил Стогниенко          | «Плохая компания», Красноярск                   |
| Сборная Красноярска | Эдуард Таратонов           | «Плохая компания», Красноярск                   |
| Сборная Красноярска | Сергей Шергин              | «Плохая компания», Красноярск                   |
| Сборная Красноярска | Иван Брагин                | «Так-то», Красноярск                            |
| Сборная Красноярска | Алексей Юрьянов            | «Так-то», Красноярск                            |
| Сборная нулевых     | Павел Дедищев              | «Случай в семье», Курск                         |
| Сборная нулевых     | Дмитрий Кожома             | «Станция Спортивная», Москва                    |
| Сборная нулевых     | Иван Пышненко              | «Станция Спортивная», Москва                    |
| Сборная нулевых     | Андрей Минин               | «МаксимуМ», Томск                               |
| Сборная нулевых     | Кирилл Рубаненко           | «Полиграф Полиграфыч», Омск                     |
| Сборная нулевых     | Артём Филимонов            | «Будка гласности», Рязань                       |
| Сборная нулевых     | Александр Якушев           | «ПриМа», Курск                                  |
| Сборная России      | Заурбек Байцаев            | «Пирамида», Владикавказ                         |
| Сборная России      | Артур Диланян              | «ГородЪ ПятигорскЪ», Пятигорск                  |
| Сборная России      | Ольга Картункова           | «ГородЪ ПятигорскЪ», Пятигорск                  |
| Сборная России      | Екатерина Моргунова        | «ГородЪ ПятигорскЪ», Пятигорск                  |
| Сборная России      | Владислав Хелоян           | «ГородЪ ПятигорскЪ», Пятигорск                  |
| Сборная России      | Елизавета Кажанова         | «Триод и Диод», Смоленск                        |
| Сборная России      | Максим Киселёв             | «Триод и Диод», Смоленск                        |
| Сборная России      | Александр Марченков        | «Триод и Диод», Смоленск                        |
| Сборная России      | Михаил Масленников         | «Триод и Диод», Смоленск                        |
| Сборная России      | Максим Шишканов            | «Триод и Диод», Смоленск                        |
| Сборная России      | Антон Остерников           | «Гураны», Чита                                  |
| Студия Союз         | Александр Алымов           | «Союз», Тюмень                                  |
| Студия Союз         | Айдар Гараев               | «Союз», Тюмень                                  |
| Студия Союз         | Елена Гущина               | «Союз», Тюмень                                  |
| Студия Союз         | Кирилл Коковкин            | «Союз», Тюмень                                  |
| Студия Союз         | Артём Муратов              | «Союз», Тюмень                                  |
| Студия Союз         | Виктор Щетков              | «Союз», Тюмень                                  |

### Другие команды
| Команды        | Участники                    | Команды КВН / Коллективы ТНТ                |
| -------------- | ---------------------------- | ------------------------------------------- |
| Борцы          | Милан Исаев                  | «Борцы — Северный десант», Сургут           |
| Борцы          | Рухин Магеррамов             | «Борцы — Северный десант», Сургут           |
| Борцы          | Минатулла «Амин» Минатуллаев | «Борцы — Северный десант», Сургут           |
| Борцы          | Александр Туров              | «Борцы — Северный десант», Сургут           |
| Борцы          | Юсиф Юсифов                  | «Борцы — Северный десант», Сургут           |
| Буряты         | Валерий Гуляев               | «Буряты», Иркутск / Улан-Удэ                |
| Буряты         | Юрий Дамбаев                 | «Буряты», Иркутск / Улан-Удэ                |
| Буряты         | Чимит Жамьянов               | «Буряты», Иркутск / Улан-Удэ                |
| Буряты         | Борис Махутов                | «Буряты», Иркутск / Улан-Удэ                |
| Буряты         | Аюша Нанзатов                | «Буряты», Иркутск / Улан-Удэ                |
| Буряты         | Баир Чойбсонов               | «Буряты», Иркутск / Улан-Удэ                |
| Доктор Хаусс   | Гордей Ершов                 | «Доктор Хаусс», Могилёв                     |
| Доктор Хаусс   | Павел Малахов                | «Доктор Хаусс», Могилёв                     |
| Доктор Хаусс   | Сергей Мурашко               | «Доктор Хаусс», Могилёв                     |
| Доктор Хаусс   | Александр Снопковский        | «Доктор Хаусс», Могилёв                     |
| Комики         | Валерий Артюхов              | —                                           |
| Комики         | Скиф Бестаев                 | —                                           |
| Комики         | Константин Бутаков           | —                                           |
| Комики         | Шынгыс Ермек                 | —                                           |
| Комики         | Даниил Ковтун                | —                                           |
| Комики         | Кирилл Мазур                 | —                                           |
| Комики         | Валерий Мальков              | —                                           |
| Комики         | Борис Пужаев                 | —                                           |
| Комики         | Алексей Сапрыкин             | —                                           |
| Комики         | Марк Сергиенко               | —                                           |
| Москва         | Николай Гигани               | «Сборная малых народов», Москва             |
| Москва         | Ренат Фатхуллин              | «Сборная малых народов», Москва             |
| Москва         | Гар Дмитриев                 | «Юра», Москва                               |
| Москва         | Илья Дыркач                  | «Юра», Москва                               |
| Москва         | Илья Кочешков                | «Юра», Москва                               |
| Москва         | Елизавета Морозова           | «Юра», Москва                               |
| Москва         | Евгений Цой                  | «Юра», Москва                               |
| Москва         | Арарат Кещян                 | «Сборная РУДН», Москва                      |
| Москва         | Надежда Сысоева              | «Территория Игры», Красноярск               |
| Москва         | Валентина Тимощук            | «Раисы», Иркутск                            |
| Москва         | Татьяна Тымчик               | «Улица Плеханова», Москва                   |
| Просто команда | Сергей Беляев                | «Серёжа Беляев и Виктор», Москва            |
| Просто команда | Виктор Степанян              | «Серёжа Беляев и Виктор», Москва            |
| Просто команда | Дмитрий Пур                  | «HD им. Гарика Оганисяна», Энгельс          |
| Просто команда | Максим «Савич» Савенко       | «HD им. Гарика Оганисяна», Энгельс          |
| Просто команда | Станислав Савенко            | «СПИКЛ», Саратов                            |
| Регионы        | Максим Винокуров             | «Хорошо, хорошо, давай», Ставрополь         |
| Регионы        | Амир Гурбанов                | «Хорошо, хорошо, давай», Ставрополь         |
| Регионы        | Иван Ермишин                 | Трио «Рэспэкт», Самара                      |
| Регионы        | Александр Ильдюганов         | Трио «Рэспэкт», Самара                      |
| Регионы        | Сергей Капралов              | Трио «Рэспэкт», Самара                      |
| Седая волна    | Наталья Еприкян              | «Мегаполис», Москва                         |
| Седая волна    | Денис Привалов               | «Мегаполис», Москва                         |
| Седая волна    | Максим Шкаликов              | «Мегаполис», Москва                         |
| Седая волна    | Тимофей Куц                  | «Сборная Санкт-Петербурга», Санкт-Петербург |
| Седая волна    | Полина Сибагатуллина         | «Сборная Санкт-Петербурга», Санкт-Петербург |
| Седая волна    | Таймаз Шарипов               | «Сборная Санкт-Петербурга», Санкт-Петербург |
| СТЭПиКО        | Максим Аникин                | «СТЭПиКО», Новосибирск                      |
| СТЭПиКО        | Игорь Бондаренко             | «СТЭПиКО», Новосибирск                      |
| СТЭПиКО        | Семён Васеха                 | «СТЭПиКО», Новосибирск                      |
| СТЭПиКО        | Роман Гацкий                 | «СТЭПиКО», Новосибирск                      |
| СТЭПиКО        | Владимир Землянский          | «СТЭПиКО», Новосибирск                      |
| СТЭПиКО        | Александр Коптель            | «СТЭПиКО», Новосибирск                      |
| СТЭПиКО        | Михаил Мучкин                | «СТЭПиКО», Новосибирск                      |
| СТЭПиКО        | Григорий Филичёв             | «СТЭПиКО», Новосибирск                      |
| Татары         | Сирин Габдрахманов           | «Товарищ Байрамов», Набережные Челны        |
| Татары         | Сергей Дурасов               | «Четыре татарина», Казань                   |
| Татары         | Екатерина Скулкина           | «Четыре татарина», Казань                   |
| Татары         | Максим Яценко                | «Сборная Татнефти», Альметьевск             |

## Таблица
| Номер выпуска | Дата премьеры         | Команды                                                                                  |
| ------------- | --------------------- | ---------------------------------------------------------------------------------------- |
| № 1           | 26 сентября 2021 года | Фестиваль с участием всех команд                                                         |
| № 2           | 3 октября 2021 года   | Объединение Юг и Студия Союз Lena Kuka и Сборная России Камызяки и ансамбль «Плюшки»     |
| № 3           | 10 октября 2021 года  | Астана и Наша Команда Наполеоны и Сборная Нулевых Женская сборная и Сборная Красноярска  |
| № 4           | 17 октября 2021 года  | Ансамбль Плюшки и Сборная России Lena Kuka и Сборная Нулевых Наполеоны и Камызяки        |
| № 5           | 24 октября 2021 года  | Астана и Студия Союз Женская сборная и Наша Команда Объединение Юг и Сборная Красноярска |
| № 6           | 31 октября 2021 года  | Студия Союз и Наполеоны Астана и Сборная Нулевых Женская сборная и Камызяки              |

| Команда     | Команда             | Выпуски | Выпуски | Выпуски | Выпуски | Выпуски | Выпуски | Счёт |
| Команда     | Команда             | 1       | 2       | 3       | 4       | 5       | 6       | Счёт |
| ----------- | ------------------- | ------- | ------- | ------- | ------- | ------- | ------- | ---- |
| Новая школа | Ансамбль «Плюшки»   | 0       | 3       |         | 1       |         |         | 4    |
| Новая школа | Астана              | 1       |         | 2       |         | 3       | 0       | 6    |
| Новая школа | Женская сборная     | 0       |         | 1       |         | 1       | 1       | 3    |
| Новая школа | Наполеоны           | 0       |         | 2       | 1       |         | 0       | 3    |
| Новая школа | Объединение Юг      | 0       | 0       |         |         | 1       |         | 1    |
| Новая школа | Lena Kuka           | 0       | 2       |         | 2       |         |         | 4    |
| Олд Скул    | Камызяки            | 1       | 1       |         | 3       |         | 3       | 8    |
| Олд Скул    | Наша команда        | 1       |         | 2       |         | 3       |         | 6    |
| Олд Скул    | Сборная Красноярска | 1       |         | 3       |         | 3       |         | 7    |
| Олд Скул    | Сборная нулевых     | 0       |         | 2       | 2       |         | 4       | 8    |
| Олд Скул    | Сборная России      | 0       | 2       |         | 3       |         |         | 5    |
| Олд Скул    | Студия Союз         | 0       | 4       |         |         | 1       | 4       | 9    |

Разными цветами в выпусках указаны очки команд, игравших друг против друга в дуэлях.

## Концерты
Шоу «Игра» было приостановлено после шестого выпуска. Официальной причиной была объявлена сложная эпидемиологическая ситуация в Москве. Позже ведущий КВН Александр Масляков заявил в интервью ТАСС, что звонил в администрацию президента с призывом «разобраться», поскольку посчитал проект «телемародёрством». Спустя почти год, с августа по октябрь 2022 года, первый сезон был снова показан в эфире, но под другим названием — «Лучшие на ТНТ» — и в сокращённом виде: были убраны моменты с жюри и упоминания о соревновательной составляющей. Однако время выхода в эфир осталось прежним: воскресенье, 21:00. Хронометраж выпуска программы стал составлять один час (с учётом рекламы). Чуть позже стало известно и о новых съёмках шоу, без жюри, баллов и турнирной таблицы, только теперь под названием «Концерты», телевизионные трансляции шоу возобновились 30 октября 2022 года, а прекращены в июне 2023-го.

### Первый сезон
«Lena Kuka» и «Наша команда» покинули обновленную версию шоу, а команду «Камызяки» покинул Александр Панекин. Каждый из 10 коллективов выступил дважды за сезон, «Камызяки» — с двумя сольными концертами, остальные команды по две или три в одном выпуске.
| № 1  | 30 октября 2022 года | Камызяки                                         |
| № 2  | 6 ноября 2022 года   | Женская сборная и ансамбль «Плюшки»              |
| № 3  | 13 ноября 2022 года  | Астана и Сборная Красноярска                     |
| № 4  | 20 ноября 2022 года  | Наполеоны, Сборная Нулевых и Сборная Красноярска |
| № 5  | 27 ноября 2022 года  | Сборная России и Астана                          |
| № 6  | 4 декабря 2022 года  | Объединение Юг и Сборная Нулевых                 |
| № 7  | 11 декабря 2022 года | Студия Союз и Наполеоны                          |
| № 8  | 18 декабря 2022 года | Сборная России и ансамбль «Плюшки»               |
| № 9  | 25 декабря 2022 года | Камызяки                                         |
| № 10 | 15 января 2023 года  | Студия Союз, Объединение Юг и Женская сборная    |

### Второй сезон
В сезон пришло много новых коллективов: «Борцы», «Регионы», «Просто команда», «Доктор Хаусс», «Москва», «Буряты», «СТЭПиКО», «Татары», «Седая волна», «Комики».

При этом во втором сезоне не приняли участие следующие команды из первого сезона: Ансамбль «Плюшки», Сборная Нулевых, Студия Союз.

Как и в первом сезоне, «Камызяки» дважды выступили с сольными концертами, остальные команды выступали по две или три в выпуске. «Сборная Красноярска» выступила трижды за сезон, «Татары», «СТЭПиКо», «Седая волна» и «Комики» — по одному разу. Остальные команды, как и в первом сезоне, показали по два выступления в эфире.
Ещё одной особенностью сезона стало использование приглашённых звёзд в выступлениях.

| № 1  | 26 марта 2023 года  | Камызяки                                      | В концерте приняли участие Марина Федункив, Николай Басков и Гарик Мартиросян.                                   |
| № 2  | 2 апреля 2023 года  | Борцы и Сборная Красноярска                   | |
| № 3  | 9 апреля 2023 года  | Астана и Регионы                              | |
| № 4  | 16 апреля 2023 года | Доктор Хаусс, Просто команда и Сборная России | |
| № 5  | 23 апреля 2023 года | Женская сборная и Объединение Юг              | |
| № 6  | 30 апреля 2023 года | Москва, Буряты и Сборная Красноярска          | В выступлении команды «Москва» принял участие Валерий Сюткин.                                                    |
| № 7  | 7 мая 2023 года     | Астана и Наполеоны                            | В выступлении команды «Астана» принял участие ведущий программы Евгений Чебатков.                                |
| № 8  | 14 мая 2023 года    | СТЭПиКО, Москва и Борцы                       | В выступлении команды «Борцы» принял участие Михаил Галустян, а в выступлении команды «Москва» — Татьяна Шитова. |
| № 9  | 21 мая 2023 года    | Татары и Регионы                              | В выступлении команды «Татары» принял участие Айдар Гараев.                                                      |
| № 10 | 28 мая 2023 года    | Камызяки                                      | В концерте приняли участие Ульяна Пылаева, Тимур Родригез, Регина Тодоренко, Филипп Киркоров и Вячеслав Макаров. |
| № 11 | 4 июня 2023 года    | Объединение Юг и Доктор Хаусс                 | В выступлении команды «Объединение Юг» приняла участие Юлианна Караулова.                                        |
| № 12 | 11 июня 2023 года   | Сборная Красноярска и Просто команда          | В выступлении коллектива «Просто команда» было использовано видео с участием Сергея Жукова.                      |
| № 13 | 18 июня 2023 года   | Седая волна и Сборная России                  | В выступлении команды «Сборная России» принял участие Леонид Слуцкий.                                            |
| № 14 | 25 июня 2023 года   | Наполеоны, Комики и Женская сборная           | |

## Звёзды
Первая информация об очередном готовившемся перезапуске шоу стала появляться в октябре 2023 года. В начале декабря было объявлено о второй серии технических вечеринок обновлённого проекта, который был запланирован к выходу на телеканале НТВ. По предварительной информации, в шоу участвовали девять коллективов, шестеро выступали еще в «Игре» — это «Камызяки», «Астана», «Наполеоны», «Союз», «Красноярск» и «Россия». «Борцы» и «Регионы» были в «Концертах». Также к шоу присоединились чемпионы Высшей лиги КВН-2018 «Раисы». Вместо Евгения Чебаткова ведущим стал фронтмен «Камызяк» Азамат Мусагалиев, а одной из особенностей проекта станет участие звезд, которых комики учили юмору.
В конце января 2024 года телеканал НТВ подтвердил производство нового шоу. Также стали известны некоторые подробности обновлённого проекта, производством которого занималась компания Medium Quality создателя «Игры» Вячеслава Дусмухаметова, но теперь в сотрудничестве с сервисом «VK Видео». Предполагался следующий формат передачи: 10 звёздных участников с помощью равных взносов сформируют призовой фонд в 20 миллионов рублей, а затем будут соревноваться в юморе при поддержке 10 юмористических коллективов. Уже подтверждено участие Дмитрия Маликова, Алексея Чумакова, Александра Реввы и Леры Кудрявцевой. В качестве жюри были заявлены Гарик Харламов и Сергей Жуков, имена остальных участников и членов жюри обещают назвать ближе к премьере.
Спустя несколько дней после пресс-релиза телеканала на сайте Comedy Concert появилась афиша, на которой присутствовали не объявленные ранее звёздные капитаны команд и другие участники: Анастасия Волочкова, Никита Джигурда, Джиган, Марина Федункив, Денис Дорохов, Филипп Киркоров, Мигель, Прохор Шаляпин, Антон Шастун. Предварительный состав команд подтвердился практически полностью, только «Камызяки» уступили место «Объединению Юг» (тоже участники «Игры» и «Концертов»), а также добавилась десятая команда — «Сборная СССР» (новый коллектив).
Съёмки стартовали в начале февраля, тогда же стало известно, что ещё тремя членами жюри стали дизайнер Артемий Лебедев, режиссёр Жора Крыжовников и блогер Валя Карнавал.
Премьера единственного сезона состоялась 9 марта 2024 года. Ещё одним членом жюри стал Тимати. Финал сезона вышел в эфир 18 мая, а победителями стали Денис Дорохов и команда «Регионы».
30 декабря 2024 года на НТВ вышла премьера специального выпуска «Звезды. Новогодний кубок». Денис Дорохов попытается отстоять звание самой смешной звезды России. В новогоднем специальном выпуске также приняли участие восемь популярных звезд российской эстрады, кино и телевидения: Филипп Киркоров, Дмитрий Маликов, Лера Кудрявцева, Алексей Чумаков, Александр Ревва, Мигель, Джиган и Марина Федункив. 

## Критика
К выходу телепередачи многие СМИ назвали её «убийцей КВН». В игре принимали участие не только участники проектов телеканала ТНТ, но и пересобранные команды из Высшей лиги КВН, такие как «Спарта», «Союз», «Плюшки» и другие. Большинство из них использовали те же концепции юмористического взаимодействия, с которыми они выступали в КВН, из-за чего зрители невольно сравнивали телепередачу со своим «прародителем». Руководитель и ведущий КВН Александр Масляков назвал проект «калькой КВН», однако на тот момент не смотрел ни одного выпуска.
Второй выпуск передачи обернулся скандалом после того, как команда «Камызяки» показала поцелуй между двумя мужчинами, один из которых был в свадебном платье. Депутаты Госдумы Михаил Романов и Анатолий Выборный грозились о подаче заявления в прокуратуру по факту нарушения российского закона о «пропаганде гомосексуализма среди несовершеннолетних».